# ジャズ・ポエトリー
ジャズ・ポエトリー（ジャズ詩、Jazz poetry）は、「ジャズのようなリズムや即興の感触を示す」詩と定義され、また、ジャズの音楽、ミュージシャン、またはジャズ環境を主題として取り、演奏されるように設計された詩として定義されている。一部の批評家はそれを明確なジャンルとみなしているが、他の批評家は、この用語を単に説明的なものであると考えている。ジャズ・ポエトリーは、1920年代にアフリカ系アメリカ人によって考案され、1950年代にビート・ジェネレーションのようなカウンターカルチャーの詩人によって維持され、現代ではヒップホップ・ミュージックやポエトリー・スラムとして知られるライブ詩のイベントに適応されており、主流のどこかに存在する「アウトサイダー」の芸術形式のようなものとなった。

## 美学
詩人でサックス奏者のジョン・ソボルは、自身の著書『Digitopia Blues – Race, Technology and the American Voice』の中で、ジャズはアフリカ系アメリカ人の自己啓発のための変革的な手段であり、その主な特徴と目的は、歴史的に奴隷化され、力ある言葉へのアクセスを禁じられた口承民族が、力ある言語の習得を模索することにあったと主張している。ソボルは、識字の伝統の覇権に制約を感じた詩人たちが、巧みな口承の力の領域としてのジャズとの本質的な親近感をつかみ、彼らの詩の中でジャズの様式を模倣または再現しようと努めたため、「ジャズ・ポエトリー」という表現を得たのだと信じている。

## ハーレム・ルネサンス
初期のジャズ・ポエトリーは、ジャズの音と即興の精神を模倣してはいなかった。むしろ、ジャズという音楽形式を強く意識し、急成長するジャズ・シーンの鍵となるミュージシャン、楽器、場所をほのめかしていた。ヴェイチェル・リンゼイ（実際にはジャズ音楽の「原始的な」サウンドを嫌っていた）やミナ・ロイなどの詩人は、この流れで詩を書いた。ハーレム・ルネサンスの到来とともに、ジャズ・ポエトリーは今日のような形へと発展した。
ラングストン・ヒューズなどの詩人は、ブルースやジャズ音楽のシンコペーションのリズムと繰り返しのフレーズを自分たちの作品に取り入れた。多くのハーレム・ルネサンスの作家は、人種の誇りと純粋にアフリカ系アメリカ人の詩の創造に深く関心を持っていた。当時、ジャズ音楽はアフリカ系アメリカ人の文化の重要な部分を占めていたため、ヒューズや彼のような人々は、音楽のジャンルを応用し、白人の詩人による作品と簡単に区別できる独自のアフリカ系アメリカ人ならではの独自の詩をつくり出した。「The Weary Blues」など、ヒューズの詩の多くは、当時人気のジャズやブルースの曲とほぼ同じように聞こえ、その逆も同様である。彼の作品はまた、霊歌を強く想起させる。

## ビバップとビート・ジェネレーション
1950年代にビート・ジェネレーションのメンバーがアフリカ系アメリカ人の文化の側面を受け入れ始めると、ジャズ・ポエトリーの芸術は、人種的な誇りや個性から自発性や自由へと焦点を移していった。この場合、ジャズ・ポエトリーもジャズ音楽も、現状に対する強力なメッセージとみなされた。
ジャック・ケルアックは、詩の朗読にしばしば音楽の伴奏をつけていた。彼の同僚にして音楽家で作曲家のデイヴィッド・アムラムは、ケルアックの朗読に合わせてよくピアノやボンゴを弾いていた。アムラムは後に、2人の共演について次のように書いている。
リハーサルは一度もしませんでした。ただ、お互いの演奏に熱心に耳を傾けていました。ジャズは聴くことと共有することこそがすべてです。ジャックが朗読したり、その場でつくったりする言葉を、私は一言たりともかき消したりしませんでした。私が即興でスキャットをするときも、彼はピアノやボンゴを弾いていました。深夜から早朝にかけての集まりに、私や他の誰かが参加しても、彼は決してその言葉をかき消したり、踏み込んだり、考えを邪魔したりすることはありませんでした。私たちは互いに敬意を払い合い、参加する人は皆、同じように敬意を払われていました。マイクを使うことはほとんどありませんでした。ほとんどの場合、マイクは使えませんでした!
ローレンス・ファーリンゲティは、サックス奏者のスタン・ゲッツと同様のコラボレーションを行った。ビート詩人のボブ・カウフマンは、ラングストン・ヒューズを除けば、史上最高のジャズ詩人だと言われることもある。カウフマンは「O Jazz O」や「Morning Joy」などの詩のなかでジャズに敬意を表した。彼の作品は、シンコペーションのリズム、シュールなイメージ、そして彼自身の漂流者であり囚人であった人生から生じる疎外感によって注目に値するものとなっている。
ニューヨークの詩人ケネス・コッホは、ジャズ・サックス奏者として活躍していた画家のラリー・リヴァースと共演し、詩とジャズを題材にしたコラボレーションを行った。コッホは後にその経験について次のように書いている。「昨年、ラリー・リヴァースと私は、詩とジャズをパロディ化することで潰そうとしました。しかし、ファイヴ・スポットでの最初のセッションは、（少なくとも私たちにとっては）とても楽しいものとなったので、何度も同じ経験を繰り返しました。それでも潰せたとは思わないです」。
1960年代、ビート詩人のリロイ・ジョーンズはアミリ・バラカと改名し、ジャズ・ポエトリーを黒人の誇りの源泉として復活させた。彼は例えばデヴィッド・マレイのアルバム『Fo Deuk Revue』（1996年）に収録された「Evidence」などで、マレイとのレコーディングにおいて共演を果たした。バラカは、「黒人は人種であり、文化であり、国家である」と信じていた文化的ナショナリストであった。バラカの作品には、シンコペーションやフレーズの繰り返しなど、ジャズの要素がよく見られる。ラップ・ミュージックの創始者の一人とされるギル・スコット・ヘロンも、1970年代と1980年代のスポークン・ワード・アルバムにおいて、ジャズ・ポエトリーの芸術的手法を多く取り入れている。